# Ballinamallard United Football Club
Maillots
Dernière mise à jour : 23 août 2024.
Le Ballinamallard United Football Club est un club nord-irlandais originaire de Ballinamallard dans le Comté de Fermanagh. Le club est créé en 1975. Il joue ses matchs à domicile au Fernay Park depuis le 5 décembre 2009. Les équipes du club jouent avec un maillot bleu et un short blanc.
Le 31 mars 2012 le club obtient sa toute première promotion en première division du championnat d'Irlande du Nord de football grâce à une victoire trois buts à deux sur le Bangor Football Club. Il remporte alors le championnat de deuxième division.

## Palmarès
- Coupe d'Irlande du Nord
  - Finaliste : 2019

- Championnat d'Irlande du Nord de deuxième division
  - Vainqueur en 2012

- Irish Intermediate Cup
  - Vainqueur en 1994-1995